# 초도 (서해)
초도(椒島)는 조선민주주의인민공화국 행정구역상 남포시 항구구역 초도리를 이루고 있는 섬이다. 최고점은 목거봉(木巨峰: 350m)이다. 부속된 섬으로 덕도(德島)·정족도(鼎足島)·서도(西島) 등이 있으며, 특히 서도에는 등대가 있다.

## 역사
| Daedongyeojido (Gyujanggak) 10-06.jpg |
| Daedongyeojido (Gyujanggak) 11-06.jpg |

1945년 광복 당시에는 황해도 송화군(松禾郡) 풍해면(豊海面) 소사리(蘇沙里: 섬의 동부)와 이현리(泥峴里: 섬의 서부)였다.
1951년 5월 7일, 대한민국 해병대 독립 41중대가 이 섬과 석도(席島)에 기습 상륙해 주둔하였으며, 한국 전쟁 중에 이 섬의 주민들과 주로 평안도 출신었던 피난민 등 1만여 명이 해병대와 해군의 도움을 받아 목포와 군산으로 후송되었다. 대한민국 해병대는 1953년 7월 27일에 한국 전쟁의 정전협정이 발효되면서 철수하였다.
1954년에 황해남도 송화군 초도리가 되었고, 1967년에 황해남도 과일군에 속하였다가 1996년에 남포시에 편입되었다. 초도에는 조선인민군 해상육전대 5만명이 주둔하는 것으로 알려져 있다.

## 같이 보기
- 북방한계선 (NLL)
- 양도 (동해)